# Chirostoma copandaro
Chirostoma copandaro är en fiskart som beskrevs av De Buen, 1945. Chirostoma copandaro ingår i släktet Chirostoma och familjen Atherinopsidae. Inga underarter finns listade i Catalogue of Life.